# 녜룽현

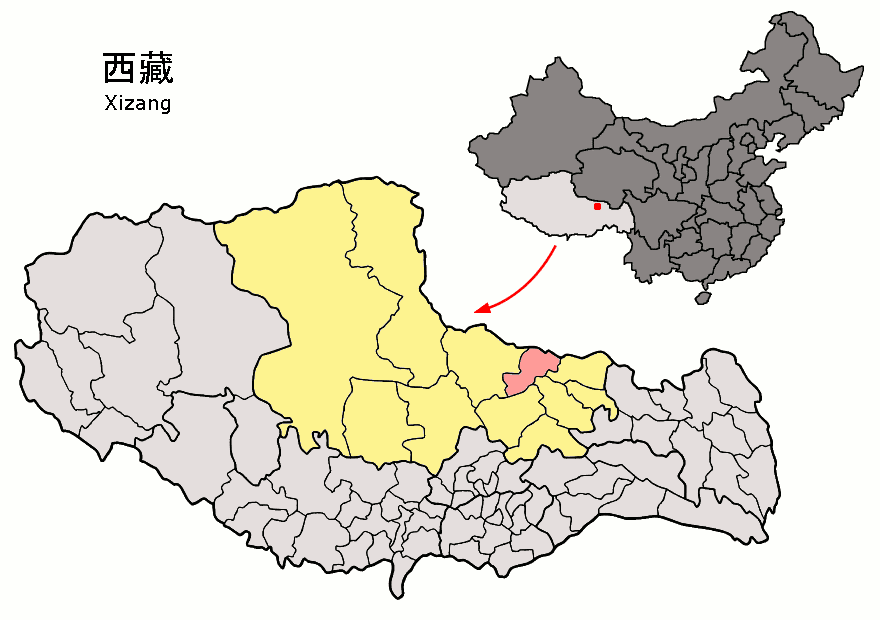
냐인롱 현의 위치

녜룽현(티베트어: གཉན་རོང་རྫོང་ 냰롱 종, 중국어: 聂荣县, 병음: Nièróng Xiàn)은 티베트 자치구 나취 지구의 현급 행정구역이다. 넓이는 10258km2이고, 인구는 2007년 기준으로 30,000명이다.

## 지리
평균해발고도는 4700m이다. 연평균 기온은 -10℃이고 연평균 강수량은 400mm이다.

## 행정 구역
1개 진, 9개 향을 관할한다.
- 진: 聂荣镇.
- 향: 尼玛乡, 查当乡, 当木江乡, 永曲乡, 索雄乡, 白雄乡, 桑荣乡, 下曲乡, 色庆乡.